# Byrrhus altaesayanus
Byrrhus altaesayanus là một loài bọ cánh cứng trong họ Byrrhidae. Loài này được Tshernyshev & Dudko miêu tả khoa học năm 2000.